# Asplenium praemorsum
Asplenium praemorsum é uma espécie de  planta do gênero Asplenium e da família Aspleniaceae.

## Taxonomia
A espécie foi descrita em 1788 por Olof Swartz.

## Forma de vida
É uma espécie epífita, rupícola e herbácea.

## Conservação
A espécie faz parte da Lista Vermelha das espécies ameaçadas do estado do Espírito Santo, no sudeste do Brasil. A lista foi publicada em 13 de junho de 2005 por intermédio do decreto estadual nº 1.499-R.

## Distribuição
A espécie é encontrada nos estados brasileiros de Bahia, Ceará, Distrito Federal, Espírito Santo, Goiás, Minas Gerais, Mato Grosso do Sul, Mato Grosso, Pernambuco, Rio de Janeiro, Santa Catarina e São Paulo.
A espécie é encontrada nos  domínios fitogeográficos de Cerrado e Mata Atlântica, em regiões com vegetação de floresta estacional semidecidual, floresta ombrófila pluvial e mata de araucária.